# Dywizja Piechoty Donau
Dywizja Piechoty Donau (niem. Infanterie-Division Donau) – niemiecka dywizja szkieletowa piechoty sformowana 18 marca 1945 roku. 12 kwietnia tego samego roku została rozwiązana, jej żołnierzy skierowano do 26 Dywizji Grenadierów Ludowych.

## Struktura organizacyjna
- 1 pułk grenadierów Donau (2 bataliony)
- 2 pułk grenadierów Donau (2 bataliony)
- batalion artylerii Donau
- kompania inżynieryjna Donau[1]